# Liste des souverains de Pologne
Le royaume de Pologne est dirigé alternativement par des ducs et des rois de 960 à 1320, puis uniquement par des rois jusqu'à sa disparition comme royaume indépendant en 1795.
Les premières dynasties polonaises sont héréditaires : les Piast, qui règnent jusqu'en 1370, et les Jagellon, sous lesquels le pays connaît son apogée territorial (1386 – 1572). Avec l’extinction de la dynastie des Jagellon la monarchie parlementaire polonaise devient élective, et c'est l'assemblée de tous les nobles qui élit le roi.
Le dernier roi de Pologne, Stanislas II Auguste, abdique en 1795, à la suite des partages du royaume par les puissances voisines. L'État polonais cesse d'exister.
En 1918 la Pologne renaît après 123 ans d'occupation, sous la forme d'une république, un président pour chef d'État.

## Dynastie Piast (vers 960 – 1138)
Les rois figurent en gras.
| Portrait                  | Nom                                                                                                  | Début du règne   | Fin du règne     | Notes |
| ------------------------- | --- | ---------------- | ---------------- | --- |
| Mieszko Ier               | Mieszko Ier (vers 940 – 25 mai 992)                                                                  | vers 960         | 25 mai 992       | Fils de Siemomysł et arrière-arrière-petit-fils de Piast le Charron, fondateur légendaire de la dynastie Piast, il est le premier duc de Pologne historique. Il est également le premier à se convertir au christianisme, en recevant le baptême en 966. |
| Boleslas Ier              | Boleslas Ier de Pologne « le Vaillant » (Bolesław I Chrobry) (967 – 17 juin 1025)                    | 992              | 17 juin 1025     | Fils aîné de Mieszko Ier, il est sacré roi de Pologne le 18 avril 1025 à Gniezno. |
| Mieszko II                | Mieszko II de Pologne Lambert (vers 990 – 10/11 mai 1034)                                            | 25 décembre 1025 | 1031             | Deuxième fils de Boleslas Ier de Pologne, héritier désigné de son père au détriment de son frère aîné Bezprym. Attaqué par l'empereur Conrad II à l'ouest et par le grand-prince de Kiev Iaroslav le Sage à l'est, il s'enfuit en Bohême en 1031. |
| Bezprym                   | Bezprym (vers 986 – 1032)                                                                            | 1031             | 1032             | Fils aîné de Boleslas Ier, il profite de la fuite de Mieszko II pour s'emparer du pouvoir en 1031. Il se soumet à l'empereur Conrad II et prend le simple titre de duc de Pologne. Il est assassiné dès l'année suivante. |
| Mieszko II                | Mieszko II de Pologne (vers 990 – 10/11 mai 1034)                                                    | 1032             | 1034             | Après la mort de Bezprym et d’Otton, Mieszko II revient de Bohême et s'efforce de réunifier le pays. Affaibli, il est contraint de se soumettre à l'empereur Conrad II et d'abandonner le titre de roi. Sa mort inattendue est probablement le fruit d'un complot de nobles polonais. La Pologne sombre dans l'anarchie et reste sans souverain pendant cinq ans. |
| Interrègne (1034-1039).   | |                  |                  | |
| Casimir Ier               | Casimir Ier « le Restaurateur » (Kazimierz I Odnowiciel) (25 juillet 1016 – 28 novembre 1058)        | 1039             | 28 novembre 1058 | Fils de Mieszko II, il parvient à s'emparer du pouvoir et à réunifier la Pologne avec l'aide de l'empereur Henri III. |
| Boleslas II               | Boleslas II de Pologne « le Généreux » (Boleslas II Szczodry) (vers 1041/1042 – 2/3 avril 1081/1082) | 1058             | 1079             | Fils aîné de Casimir Ier, il reprend le titre de roi en 1075 et est sacré à Gniezno le 26 décembre. Il est également surnommé « le Téméraire » (Śmiały) ou « le Cruel » (Okrutny). Il est déposé en 1079. |
| Ladislas Ier              | Ladislas Ier Herman (Władysław I Hermany) (vers 1044 – 4 juin 1102)                                  | 1079             | 4 juin 1102      | Deuxième fils de Casimir Ier et frère cadet de Boleslas II, il lui succède après sa déposition. |
| Zbigniew                  | Zbigniew (vers 1073 – 8 juillet 1113 ?)                                                              | 1102             | 1107             | Fils illégitime de Ladislas Ier, il entre en compétition avec son demi-frère Boleslas III pour le trône. |
| Boleslas III Bouche-Torse | Boleslas III « Bouche-Torse » (Bolesław III Krzywousty) (20 août 1086 – 28 octobre 1138)             | 1102             | 28 octobre 1138  | Fils légitime de Ladislas Ier, il entre en compétition avec son demi-frère Zbigniew pour le trône de Pologne. Il prend le dessus et règne jusqu'en 1138. |

## Démembrement territorial (1138-1295)
Afin d'éviter des guerres fratricides entre ses fils, Boleslas III Bouche-Torse prévoit dans son testament le partage de la Pologne en plusieurs duchés. L'autorité suprême est censée revenir à l'aîné, qui porte le titre de princeps ou senior et siège à Cracovie. La situation ne tarde pas à dégénérer et le séniorat est disputé entre les descendants de Boleslas III pendant près de deux siècles, affaiblissant considérablement le pays.
| Portrait     | Nom                                                                                                | Début du règne | Fin du règne      | Notes |
| ------------ | -------------------------------------------------------------------------------------------------- | -------------- | ----------------- | --- |
| Ladislas II  | Ladislas II « le Banni » (Władysław II Wygnaniec) (1105 – 30 mai 1159)                             | 1138           | 1146              | Fils aîné de Boleslas III « Bouche-Torse », il devient à ce titre le premier princeps de Pologne. Après de longues querelles avec ses demi-frères cadets, il est chassé du pouvoir en 1146 et s'enfuit à la cour de l'empereur Conrad III. |
| Boleslas IV  | Boleslas IV « le Frisé » (Bolesław IV Kędzierzawy) (vers 1125 – 5 janvier 1173)                    | 1146           | 5 janvier 1173    | Deuxième fils de Boleslas III « Bouche-Torse », il succède à son demi-frère aîné Ladislas II « le Banni ». |
| Mieszko III  | Mieszko III « le Vieux » (Mieszko III Stary) (vers 1126/1127 – 13 mars 1202)                       | 1173           | 1177              | Troisième fils de Boleslas III « Bouche-Torse », il succède à son demi-frère aîné Boleslas IV à sa mort. Il est déposé par son frère cadet, le duc de Sandomierz Casimir « le Juste ».                                                     |
| Casimir II   | Casimir II « le Juste » (Kazimierz II Sprawiedliwy) (1138 – 5 mai 1194)                            | 1177           | 1191              | Dernier fils de Boleslas III « Bouche-Torse », il dépose son frère aîné Mieszko III « le Vieux » en 1177. |
| Mieszko III  | Mieszko III « le Vieux » (Mieszko III Stary) (vers 1126/1127 – 13 mars 1202)                       | 1191           | 1191              | Il reprend brièvement le pouvoir avec l'aide de la noblesse de Petite-Pologne. |
| Casimir II   | Casimir II « le Juste » (Kazimierz II Sprawiedliwy) (1138 – 5 mai 1194)                            | 1191           | 5 mai 1194        | Il reprend le pouvoir et le conserve jusqu'à sa mort. |
| Lech Ier     | Lech Ier « le Blanc » (Leszek Biały) (vers 1186 – 24 novembre 1227)                                | 1194           | 1198              | Fils aîné de Casimir II « le Juste », il hérite du séniorat à la mort de son père. |
| Mieszko III  | Mieszko III « le Vieux » (Mieszko III Stary) (vers 1126/1127 – 13 mars 1202)                       | 1198           | 13 mars 1202      | Il reprend le pouvoir et le conserve jusqu'à sa mort. |
| Lech Ier     | Lech Ier « le Blanc » (Leszek Biały) (vers 1186 – 24 novembre 1227)                                | 1202           | 1202              | |
| Ladislas III | Ladislas III « Jambes-Grêles » (Władysław III Laskonogi) (1161/1167 – 3 novembre 1231)             | 1202           | 1202              | Cinquième fils de Mieszko III « le Vieux ». |
| Lech Ier     | Lech Ier « le Blanc » (Leszek Biały) (vers 1186 – 24 novembre 1227)                                | 1202           | 1210              | |
| Mieszko IV   | Mieszko IV « Jambes-Mêlées » (Mieszko IV Plątonogi) (vers 1130 – 16 mai 1211)                      | 1210           | 16 mai 1211       | Deuxième fils de Ladislas II « le Banni », il s'empare du séniorat en 1210 et le conserve jusqu'à sa mort, l'année suivante. |
| Lech Ier     | Lech Ier « le Blanc » (Leszek Biały) (vers 1186 – 24 novembre 1227)                                | 1211           | 24 novembre 1227  | Il reprend le pouvoir à la mort de Mieszko IV « Jambes-Mêlées » et le conserve jusqu'à sa mort. |
| Ladislas III | Ladislas III « Jambes-Grêles » (Władysław III Laskonogi) (1161/1167 – 3 novembre 1231)             | 1228           | 1229              | |
| Conrad Ier   | Conrad Ier de Mazovie (Konrad I Mazowiecki) (vers 1187/1188 – 31 août 1247)                        | 1229           | 1232              | Dernier fils de Casimir II « le Juste » et frère cadet de Lech Ier « le Blanc ». |
| Henri Ier    | Henri Ier « le Barbu » (Henryk I Brodaty) (vers 1165/1170 – 19 mars 1238)                          | 1232           | 19 mars 1238      | Fils de Boleslas Ier « le Long », lui-même le fils aîné de Ladislas II « le Banni ». |
| Henri II     | Henri II « le Pieux » (Henryk II Pobożny) (vers 1196/1207 – 9 avril 1241)                          | 1238           | 9 avril 1241      | Fils aîné d'Henri Ier « le Barbu », il est tué à la bataille de Legnica contre les Mongols. |
|              | Boleslas II « le Chauve » (non confirmé) (Bolesław II Łysy) (vers 1220/1225 – 26/31 décembre 1278) | 1241           | 1241              | Fils aîné d'Henri II « le Pieux ». |
| Conrad Ier   | Conrad Ier de Mazovie (Konrad I Mazowiecki) (vers 1187/1188 – 31 août 1247)                        | 1241           | 1243              | |
| Boleslas V   | Boleslas V « le Pudique » (Bolesław V Wstydliwy) (21 juin 1226 – 7 décembre 1279)                  | 1243           | 7 décembre 1279   | Fils de Lech Ier « le Blanc ». Il ne laisse pas d'enfants pour lui succéder. |
| Lech II      | Lech II « le Noir » (Leszek II Czarny) (vers 1241 – 30 septembre 1288)                             | 1279           | 30 septembre 1288 | Fils aîné de Casimir Ier de Cujavie, le deuxième fils de Conrad Ier de Mazovie. Il ne laisse pas d'enfants pour lui succéder. |
| Henri III    | Henri IV « le Juste » (Henryk IV Probus) (vers 1258 – 23 juin 1290)                                | 1288           | 23 juin 1290      | Fils d'Henri III « le Blanc », lui-même le deuxième fils d'Henri II « le Pieux ». |
| Przemysl II  | Przemysl II (Przemysł II) (14 octobre 1257 – 8 février 1296)                                       | 1290           | 8 février 1296    | Fils du duc Przemysl Ier de Grande-Pologne, fils de Ladislas Odonic, fils d'Odon de Poznań, fils aîné de Mieszko III « le Vieux ». Il reprend le titre de roi de Pologne en 1295.                                                          |

## Réunification sous les Piast et lesPřemyslides(1295-1370)
| Portrait      | Nom | Début du règne | Fin du règne    | Notes | Armoiries |
| ------------- | --- | -------------- | --------------- | --- | --- |
| Przemysl II   | Przemysl II (Przemysł II) (14 octobre 1257 – 8 février 1296)                                             | 1290           | 8 février 1296  | Sacré le 26 juin 1295 à Gniezno. Il ne laisse pas de fils pour lui succéder. | Sacré le 26 juin 1295 à Gniezno. Il ne laisse pas de fils pour lui succéder. |
| Venceslas Ier | Venceslas Ier (Wacław I) 27 septembre 1271 – 21 juin 1305)                                               | 1296           | 21 juin 1305    | Membre de la dynastie des Přemyslides, il est roi de Bohême depuis 1278 sous le nom de Venceslas II. Grand-Duc de Pologne depuis 1296, il est couronné roi en 1300. Il épouse Élizabeth Ryksa, la fille unique de Przemysl II, et lui succède à sa mort. | Membre de la dynastie des Přemyslides, il est roi de Bohême depuis 1278 sous le nom de Venceslas II. Grand-Duc de Pologne depuis 1296, il est couronné roi en 1300. Il épouse Élizabeth Ryksa, la fille unique de Przemysl II, et lui succède à sa mort. |
| Venceslas II  | Venceslas II (Wacław II) (6 octobre 1289 – 4 août 1306)                                                  | 1305           | 4 août 1306     | Fils de Venceslas Ier. Il ne laisse pas d'enfants pour lui succéder. | Fils de Venceslas Ier. Il ne laisse pas d'enfants pour lui succéder. |
| Ladislas IV   | Ladislas Ier ou Ladislas IV « le Bref » ou « Petite Coudée » (Władysław I Łokietek) (1261 – 2 mars 1333) | 1306           | 2 mars 1333     | Fils de Casimir Ier de Cujavie. De 1275 à 1288, il doit partager le pouvoir avec ses frères. En 1320, il est couronné roi. | Armes des Piasts |
| Casimir III   | Casimir III « le Grand » (Kazimierz III Wielki) (30 avril 1310 – 5 novembre 1370)                        | 25 avril 1333  | 5 novembre 1370 | Fils de Ladislas Ier, il est le dernier roi de Pologne issu de la dynastie Piast. | Armes des Piasts |

## Dynastie angevine (1370-1399)
| Portrait      | Nom                                                                | Début du règne   | Fin du règne      | Notes | Armoiries |
| ------------- | ------------------------------------------------------------------ | ---------------- | ----------------- | --- | --------- |
| Louis d'Anjou | Louis d'Anjou (Ludwik Węgierski) (5 mars 1326 – 10 septembre 1382) | 17 novembre 1370 | 10 septembre 1382 | Roi de Hongrie depuis 1342. Neveu de Casimir III par sa mère Élisabeth de Pologne, il est élu pour lui succéder. |           |
| Hedwige       | Hedwige Ire (Jadwiga) (15 février 1372 – 17 juillet 1399)          | 16 octobre 1384  | 17 juillet 1399   | Dernière fille de Louis d'Anjou, elle est élue « roi » par la noblesse de Pologne au détriment de sa sœur aînée Marie de Hongrie. Son mariage avec Ladislas II Jagellon ne produit qu'une fille, Élisabeth, qui meurt à l'âge de trois semaines. |           |

## Dynastie Jagellon (1386-1572)
| Portrait           | Nom | Début du règne    | Fin du règne     | Notes | Armoiries |
| ------------------ | --- | ----------------- | ---------------- | --- | --------- |
| Ladislas II        | Ladislas II Jagellon (ou Ladislas V) (Władysław II Jagiełło) (v. 1351/1364 – 1er juin 1434)                    | 4 mars 1386       | 1er juin 1434    | Grand-duc de Lituanie depuis 1377 sous le nom de Jogaila, il devient roi de Pologne par son mariage avec la reine Hedwige d'Anjou. Leur unique enfant, la princesse Élisabeth, et sa mère meurent en l'espace d'un mois en 1399, mais il conserve le trône polonais.                                                                                   |           |
| Ladislas III       | Ladislas III « le Varnénien » (ou Ladislas VI) (Władysław III Warneńczyk) (31 octobre 1424 – 10 novembre 1444) | 25 juillet 1434   | 10 novembre 1444 | Fils aîné de Ladislas II, issu de son quatrième mariage, avec Sophie de Holszany. Également roi de Hongrie à partir de 1440 sous le nom de « Vladislas Ier ». Il est tué à la bataille de Varna, d'où son surnom de « Varnénien ». Jamais marié, il ne laisse pas d'enfants pour lui succéder.                                                         |           |
| Casimir IV         | Casimir IV Jagellon (Kazimierz IV Jagiellończyk) (30 novembre 1427 – 7 juin 1492)                              | 25 juin 1447      | 7 juin 1492      | Deuxième fils de Ladislas II Jagellon et de Sophie de Holszany, il devient grand-duc de Lituanie en 1440. Il succède à son frère sur le trône de Pologne après trois années d'interrègne. |           |
| Jean Ier           | Jean Ier Albert (Jan I Olbracht) (27 décembre 1459 – 17 juin 1501)                                             | 23 septembre 1492 | 17 juin 1501     | Troisième fils de Casimir IV et d'Élisabeth de Habsbourg, il n'hérite que de la Pologne, la Lituanie revenant à son frère cadet Alexandre. Jamais marié, il ne laisse pas d'enfants pour lui succéder. |           |
| Alexandre Jagellon | Alexandre Ier Jagellon (Aleksander Jagiellończyk) (5 août 1461 – 19 août 1506)                                 | 12 décembre 1501  | 19 août 1506     | Quatrième fils de Casimir IV et d'Élisabeth de Habsbourg, il devient grand-duc de Lituanie en 1492. Son mariage avec Hélène de Moscou ne produit pas d'enfants. |           |
| Sigismond Ier      | Sigismond Ier « le Vieux » (Zygmunt I Stary) (1er janvier 1467 – 1er avril 1548)                               | 8 décembre 1506   | 1er avril 1548   | Cinquième fils de Casimir IV et d'Élisabeth de Habsbourg, il succède à Alexandre à la tête de la Pologne et de la Lituanie. |           |
| Sigismond II       | Sigismond II Auguste Ier (Zygmunt II August I) (1er août 1520 – 7 juillet 1572)                                | 1er avril 1548    | 7 juillet 1572   | Seul fils de Sigismond Ier et de Bona Sforza, il succède à son père à la tête de la Pologne et de la Lituanie. C'est sous son règne que les deux nations s'unissent pour former la Pologne-Lituanie (Union de Lublin, 1569). Ses mariages successifs avec Élisabeth d'Autriche, Barbara Radziwiłł et Catherine d'Autriche ne produisent pas d'enfants. |           |

## Rois élus (1572-1795)
Sauf indication contraire, la date d'élection est retenue comme début du règne.
| Portrait            | Nom                                                                                        | Début du règne    | Fin du règne      | Notes | Armoiries |
| ------------------- | ------------------------------------------------------------------------------------------ | ----------------- | ----------------- | --- | --------- |
| Henri de Valois     | Henri Ier de Valois (Henryk Walezy) (19 septembre 1551 – 2 août 1589)                      | 11 mai 1573       | 12 mai 1575       | Dynastie : Valois. Quatrième fils du roi Henri II de France, il est élu roi de Pologne grâce aux manœuvres de sa mère Catherine de Médicis. Il est sacré le 21 février 1574. Après la mort de son frère Charles IX le 30 mai, il fuit la Pologne le 18 juin pour lui succéder comme roi de France. |           |
| Anne Jagellon       | Anne Jagellon (Anna Jagiellonka) (18 octobre 1523 – 9 septembre 1596)                      | 15 décembre 1575  | 12 décembre 1586  | Dynastie : Jagellon. Fille de Sigismond Ier et sœur de Sigismond II, elle est élue roi de Pologne et doit épouser le noble hongrois Étienne Báthory. Ils sont mariés et sacrés le 1er mai 1576. Elle règne à ses côtés jusqu'à sa mort. |           |
| Étienne Bathory     | Étienne Báthory (Stefan Batory) (27 septembre 1533 – 12 décembre 1586)                     | 1er mai 1576      | 12 décembre 1586  | Dynastie : Báthory. Il est élu roi de Pologne et s'engage à épouser Anne Jagellon. Ils sont mariés et sacrés le 1er mai 1576. |           |
| Sigismond III       | Sigismond III Vasa (Zygmunt III Waza) (20 juin 1566 – 30 avril 1632)                       | 19 août 1587      | 30 avril 1632     | Dynastie : Vasa. Fils aîné du roi Jean III de Suède, il est élu roi de Pologne avec le soutien du grand hetman Jan Zamoyski et de la reine Anne Jagellon, supplantant Maximilien III d'Autriche, le candidat des Habsbourg. Il est sacré le 27 décembre 1587. Il occupe également le trône de Suède de 1592 à 1599. |           |
| Ladislas VII ou IV  | Ladislas IV Vasa (ou Ladislas VII) (Władysław IV Waza) (9 juin 1595 – 20 mai 1648)         | 8 novembre 1632   | 20 mai 1648       | Dynastie : Vasa. Fils aîné de Sigismond III, il est élu roi de Pologne après la mort de son père, sans réelle compétition. Il est sacré le 6 février 1633. |           |
| Jean II             | Jean II Casimir Vasa (ou Casimir V) (Jan II Kazimierz) (22 mars 1609 – 16 décembre 1672)   | 17 novembre 1648  | 16 septembre 1668 | Dynastie : Vasa. Fils de Sigismond III et frère cadet de Ladislas IV, il est élu roi de Pologne après le retrait de la candidature de son frère Charles-Ferdinand. Il est sacré le 19 janvier 1649. Il abdique le 16 septembre 1668 et se retire en France. |           |
| Michel Wisniowiecki | Michel Korybut Wiśniowiecki (Michał Korybut Wiśniowiecki) (31 mai 1640 – 10 novembre 1673) | 19 juin 1669      | 10 novembre 1673  | Famille : Wiśniowiecki. Originaire d'une famille noble de Ruthénie, il est élu roi de Pologne contre les candidatures du Grand Condé et du duc de Neubourg. Il est sacré le 29 septembre. |           |
| Jean III            | Jean III Sobieski (Jan III Sobieski) (17 août 1629 – 17 juin 1696)                         | 21 juin 1674      | 17 juin 1696      | Famille : Sobieski (en). Commandant de l'armée polonaise contre les Cosaques, puis contre les Turcs, il est élu roi de Pologne contre les candidatures du Grand Condé et du duc de Neubourg. Il est sacré le 2 février 1676. |           |
| Auguste II          | Auguste II « le Fort » (August II Mocny) (12 mai 1670 – 1er février 1733)                  | 15 septembre 1697 | 13 février 1706   | Dynastie : Wettin. Électeur de Saxe depuis 1694, il est candidat à la succession de Jean Sobieski avec le soutien de Léopold Ier, mais une majorité d'électeurs lui préfère le prince de Conti, soutenu par Louis XIV, qui est élu le 27 juin 1697. Auguste se précipite à Cracovie et se fait reconnaître roi avant l'arrivée de Conti. Il est sacré le 15 septembre. Détrôné par la Confédération de Varsovie en 1704, il renonce à ses droits sur le trône le 13 février 1706. |           |
| Stanislas Ier       | Stanislas Ier Leszczyński (Stanisław Leszczyński) (20 octobre 1677 – 23 février 1766)      | 12 juillet 1704   | 8 août 1709       | Famille : Leszczyński. Voïvode de Poznań, il est élu roi de Pologne par la Confédération de Varsovie, une faction pro-suédoise. Il est sacré le 4 octobre. Grâce au soutien de Charles XII de Suède, il parvient à s'imposer face à Auguste II. Après la défaite suédoise à Poltava, il perd toute autorité et doit se réfugier auprès de son protecteur, son gendre Louis XV. |           |
| Auguste II          | Auguste II « le Fort » (August II Mocny) (12 mai 1670 – 1er février 1733)                  | 8 août 1709       | 1er février 1733  | Dynastie : Wettin. Rétabli par le tsar Pierre Ier en vertu du traité de Thorn, il se maintient sur le trône jusqu'à sa mort. |           |
| Stanislas Ier       | Stanislas Ier Leszczyński (Stanisław Leszczyński) (20 octobre 1677 – 23 février 1766)      | 12 septembre 1733 | 26 janvier 1736   | Famille : Leszczyński. Il est élu avec le soutien de son gendre Louis XV de France pour succéder à Auguste II, mais les Russes organisent une contre-élection qui porte sur le trône Auguste III, le fils du précédent roi. Vaincu pendant la guerre de Succession de Pologne, contraint de se réfugier en Prusse, Stanislas abdique le 26 janvier 1736, mais reçoit à titre viager les duchés de Lorraine et de Bar.                                                             |           |
| Auguste III         | Auguste III (August III) (17 octobre 1696 – 5 octobre 1763)                                | 5 octobre 1733    | 5 octobre 1763    | Dynastie : Wettin. Fils d'Auguste II, il est élu roi de Pologne contre Stanislas Leszczyński, lui aussi élu, grâce au soutien militaire des Russes et des Habsbourg et est couronné le 17 janvier 1734. Malgré les victoires françaises sur l'Autriche durant la guerre de Succession de Pologne, il reste seul roi de Pologne après l'abdication de Stanislas. |           |
| Stanislas II        | Stanislas II Auguste IV (Stanisław August Poniatowski) (17 janvier 1732 – 12 février 1798) | 7 septembre 1764  | 25 novembre 1795  | Famille : Poniatowski. Il est élu roi de Pologne grâce au soutien de la tsarine Catherine II de Russie, son ancienne maîtresse. Il est sacré le 25 novembre. À la suite du troisième partage de la Pologne, qui réduit à néant son royaume le 25 octobre 1795, il abdique le 25 novembre. |           |

## Entités postérieures aux partages de la Pologne
- Duché de Varsovie (1807-1815) :
  - En 1807 (traité de Tilsit), Napoléon établit le duché de Varsovie, confié à Frédéric-Auguste de Saxe, petit-fils du roi Auguste III. À la suite de la chute de Napoléon, le congrès de Vienne transforme le duché de Varsovie en royaume de Pologne, possession du tsar de Russie.

- Royaume de Pologne issu du congrès de Vienne (1815-1918) :
  - En 1815, le congrès de Vienne créée un « royaume de Pologne » dont le roi est le tsar de Russie. Il est annexé à l'Empire russe en 1867, et « roi de Pologne » n'est par la suite qu'un des titres du tsar.[réf. nécessaire]

- Grand-duché de Posen issu du congrès de Vienne (1815-1849) :
  - En 1815, le congrès de Vienne créée un « grand-duché de Posen », sur la partie occidentale du duché de Varsovie, attribuée à la Prusse ; cette entité est supprimée en 1849, mais les rois de Prusse conservent l'usage du titre de grand-duc de Posen.

- Royaume de Galicie et de Lodomérie (1772-1918) et grand-duché de Cracovie (1846-1918) :
  - De 1772 à 1918, les empereurs d'Autriche portent le titre de roi de Galicie et de Lodomérie, et, à partir de 1846, celui de grand-duc de Cracovie, après l'annexion de la république de Cracovie, créée en 1815 par le congrès de Vienne.

- Conseil de régence du royaume de Pologne (1916-1918) :
  - Après la renonciation au titre de roi de Pologne par le tsar Nicolas II[réf. nécessaire] en 1916, un conseil de régence est institué par les autorités allemandes, dont l'armée occupe une grande partie du pays.
  - Le 11 novembre 1918, ce conseil transmet ses pouvoirs à Józef Piłsudski.